# 小行星1561
小行星1561（1561 Fricke）是一颗绕太阳运转的小行星，为主小行星带小行星。该小行星于1941年2月15日发现。
該小行星以德國天文學家瓦爾特·弗里克命名。

## 轨道参数
小行星1561的轨道半长轴为3.1936399 UA，离心率为0.129。